# Tuva Ulsaker Høve
Tuva Ulsaker Høve (* 11. Juni 2000 in Trondheim, Norwegen) ist eine norwegische Handballspielerin, die beim norwegischen Erstligisten Byåsen IL unter Vertrag steht.

## Karriere

### Im Verein
Tuva Ulsaker Høve spielte ab dem Jahr 2007 beim Trondheimer Verein Byåsen IL. Mit der U20-Mannschaft von Byåsen gewann sie im Jahr 2016 die Norgesmesterskap. Im Finale gegen Oppsal IF erzielte die Außenspielerin zwei Treffer. Am 5. September 2017 bestritt Høve im Pokalspiel gegen Orkanger ihr erstes Spiel für die Damenmannschaft von Byåsen und warf ein Tor. In der Erstligasaison 2017/18 gehörte sie beim Heimspiel gegen Gjerpen IF dem Kader der Damenmannschaft an. Im Dezember 2018 zog Høve mit der U20-Mannschaft von Byåsen erneut ins Finale um die Norgesmesterskap ein und bezwang Sola HK mit 28:24. Sie steuerte vier Tore zum Erfolg bei. Am 26. April 2019 gehörte sie nochmals beim Sluttspill gegen Storhamar Håndball dem Erstligakader an.
Høve wechselte im Sommer 2019 zum Erstligaaufsteiger Aker Topphåndball. 2019 gewann sie ebenfalls mit der U20-Mannschaft von Aker die Norgesmesterkap. Im Finale erzielte Høve vier Treffer. In ihrer ersten Saison erzielte sie 69 Treffer für die Damenmannschaft in der Eliteserien. Zur Saison 2021/22 wechselte sie zum Ligakonkurrenten Vipers Kristiansand. Mit den Vipers gewann sie 2022, 2023 und 2024 die norwegische Meisterschaft sowie 2022 und 2023 die EHF Champions League. Nachdem Høve ab dem Insolvenzantrag der Vipers im Januar 2025 vereinslos war, schloss sie sich im Folgemonat Byåsen IL an. Ab dem Sommer 2025 wird sie beim rumänischen Erstligisten SCM Râmnicu Vâlcea unter Vertrag stehen.

### In der Nationalmannschaft
Tuva Ulsaker Høve bestritt 34 Länderspiele für die norwegische Jugendauswahl, in denen sie 76 Tore warf. Mit dieser Mannschaft gewann sie bei der U-17-Europameisterschaft 2017 die Silbermedaille. Weiterhin nahm Høve an der U-18-Weltmeisterschaft 2018 teil. Anschließend lief sie 12-mal für die norwegische Juniorinnenauswahl auf. Mit Norwegen gewann sie bei der U-19-Europameisterschaft 2019 die Bronzemedaille. Im kleinen Finale gegen Russland erzielte sie zwei Tore. Am 10. Oktober 2021 bestritt sie ihr Debüt für die norwegische A-Nationalmannschaft.